# Reinhold Daum (Politiker)
Reinhold Daum (* 13. Oktober 1892 in Nieder-Moos; † wahrscheinlich 1945) war ein deutscher Arzt, ein hessischer Politiker (NSDAP) und ehemaliger Abgeordneter des Landtags des Volksstaates Hessen in der Weimarer Republik. Er war als SS-Sturmbannarzt im Konzentrationslager KZ Osthofen an Verbrechen gegen die Menschlichkeit im Holocaust beteiligt und starb 1945 unter ungeklärten Umständen.

## Leben
Reinhold Daum war der Sohn des Lehrers Johannes Daum und dessen Frau Katharina, geborene Klapprich. Er war evangelischer Konfession und heiratete am 15. Februar 1921 in Framersheim Viktoria, geborene Hoffmann.
Von 1914 bis 1918 war er Teilnehmer am Ersten Weltkrieg. Das Studium der Medizin in Gießen und Freiburg schloss er 1920 mit dem Staatsexamen ab und wurde zum Dr. med. promoviert. Er arbeitete in Arztpraxen in Framersheim und Oppenheim.
Reinhold Daum trat zum 31. Juli 1926 der NSDAP bei (Mitgliedsnummer 41.461) und war von 1931 bis zum 13. März 1933 Landtagsabgeordneter (sein Nachfolger wurde Friedrich Kessel). 1932 wurde er Gauobmann des NSDÄB. 1933 wurde er SS-Mitglied (SS-Nummer 55.964) und dort 1939 bis zum SS-Obersturmbannführer befördert.
Nach der „Machtergreifung“ der Nationalsozialisten wurde er 1933 hauptamtlicher Geschäftsführer der kassenärztlichen Vereinigung Deutschlands, Bezirk Mainz. 1941 wurde er Leiter des Gauamtes für Volksgesundheit Koblenz/Trier.
Er war als Lagerarzt für die medizinische „Betreuung“ der Insassen des KZ Osthofen zuständig.  Bei der Einlieferung und bei Entlassung der Häftlinge bescheinigte er „Haft- und Arbeitsfähigkeit“. Wie durch Zeitzeugenerinnerungen vielfach belegt, konnte von einer angemessenen ärztlichen Betreuung keine Rede sein.
Die Umstände seines Todes konnten bis heute nicht geklärt werden; es existieren lediglich Gerüchte darüber, dass Daum sich 1945 das Leben genommen habe.